# Michel Pensée
Michel Pensée Billong (Yaundé, 16 de junio de 1973) es un exfutbolista camerunés que disputó la Copa Mundial de Fútbol 1998 por su país.
Su carrera por club duró entre 1988 y 2002, com un retorno entre 2004 y 2005. Pensée actuó en siete países diferentes: además de haber actuado en su país, representando al Tonnerre Yaoundé, jugó por los Jaibos T.M (México), Seongnam Ilhwa (Corea del Sur), Desportivo das Aves (Portugal), Anzhi (Rusia) y Sanfrecce Hiroshima (Japón), antes de tirar un año de cesante por el fútbol, en 2003.
Pensée regresó al campo desde 2004, defendiendo al recién creado MK Dons, donde actuó por un año. Dejó éste el 2005, y después de tentativas malogradas de encontrar un nuevo club, colgó los botines a los 31 años.